# Александар Вучо
Александар Вучо (Београд, 25. септембар 1897 — Београд, 21. јул 1985) био је српски и југословенски романсијер, песник и надреалиста.

## Биографија
Александар Вучо рођен у трговачкој породици у Београду. Као гимназијалац са седамнаест година (1915), придружио се српској војсци као добровољац и са њом се повукао преко Албаније. Из Драча, измучен страхотама повлачења, као и доста његових вршњака одлази у Француску.
Следеће године се нашао у Ници и тамо завршио гимназију а затим уписао Правни факултет на Сорбони, у Паризу. Тамо је упознао и своју будућу жену Јулијану Симеоновић и већ 1920. године су се венчали. У Паризу су добили и своја два сина Ђорђа (1921) и Јована (1922).
Вучо се са породицом вратио у Београд где је по правилу требало да наследи породичан посао, међутим Вуча је више занимао интелектуални рад и тако је већ 1923. године почео да сарађује са часописом „Путеви“ а затим и за „Сведочанства“. Прву поему објавио је 1926. године под називом „Кров над прозором“ а 1928. роман „Корен вида“. Следеће године изашла је књига „Ако се још једном сетим или начела“.
На Београд је тих година утицало послератно расположење. Вучо, који је током своје младости доста искусио и доста видео боравећи у Европи и школујући се у француским школама, убрзо је постао незадовољан друштвеним приликама и стањем духа у граду. Са пријатељима истомишљеницима основао је београдску групу надреалиста и почео да се активно укључује у политички живот. Као један од оснивача и потписника манифеста постао је и један од уредника алманаха Немогуће – L’impossible. Поред поезије објавио је и први сценарио за филм „Љускари на прсима“. Сарађивао је за часопис „Надреализам данас и овде“ и писао у „Политици“ прилоге под псеудонимом Аскерланд.
Јавио се почетком 20-их годинама песмама које лирском мекоћом и мелодиозношћу подсећају на Црњанског. Година 1932. била је веома плодна за њега јер је исте изашла чувена поема „Неменикуће – Ћирило и Методије“ али и поема „Хумор Заспало“. У њима је раскид с конвенцијама традиционалног песничког језика доведен до крајности. Оне су пуне вербалних досетки, игри речима, каламбура, смелих импровизација, бизарних и вибрантних спојева речи, „изван протектората разума“, како је приметио песник. Поема „Хумор Заспало“ врхунац је те поезије апсурда и алегоричности, најозлоглашеније наше модерно песничко дело, нека врста „Краља Ибија“ српске поезије. Грађена је на хуморно-бурлескним синтагматским спојевима, на звучним подударањима без смисла, насупрот смислу или чак у инат смислу, на необичним римовањима, понекад блиским начину на који дете доживљава свет. Исте године организована је и чувена изложба надреалиста у павиљону Цвијете Зузорић у Београду, а већ следеће са Душаном Матићем изашли су „Подвизи дружине Пет петлића“, дело намењено деци, са фотографијама Вучових синова на насловној страни књиге. Ово је Вучово, можда, најуспешније песничко остварење. То је наставак надреалистичких поема али истовремено отварање новог круга у његовом песничком развоју, различитог од претходног и у тематском и у уметничком смислу. Експерименти звуком и смислом, који су претходно били сами себи сврха, добили су у овој поеми дубље осмишљење. Вербални хумор доведен је у везу с реалним светом градске деце, с њиховим играма и маштањима, с њиховим стварним и измишљеним подвизима. Вучо је тако пружио деци оно што им је најближе, „слободну и живу игру духа“, и створио класично дело наше модерне поезије за децу.
Александар Вучо имао је одличну сарадњу са Душаном Матићем са којим га је везивало велико дугогодишње пријатељство. Са њим је објавио и поему „Марија Ручара“ али и коју годину касније роман „Глуво доба“. У периоду од 1936. до 1940. Вучо је био уредник часописа „Наша стварност“, али будући да су та времена била веома турбулентна и да су се надреалисти држали принципа марксизма и активније учествовали у политици, Вучо је у том периоду чак два пута хапшен, 1937. и 1939. године. Током народноослободилачке борбе је такође два пута лишен слободе и познато је да је током 1941. године пет месеци провео заточен у бањичком логору.
За поезију насталу након рата карактеристично је вишеструко враћање првобитном: враћање у праисторијску прошлост, међу претпотопска чудовишта (алегоријска поема о борби против фашизма) „Мастодонти“, (1951), „Алге“ (1968), роњење у „прабиљна стања“, у хладни и сеновити свет алги и другог примарног растиња (Неповрат Хумора Заспалог, 1978) повратак властитој песничкој младости.
Од свих надреалиста Вучо се најраније окренуо роману. Његов први роман „Корен вида“ (1928) изразио је лирско дело саткано од аутобиографске грађе поступком прилагођеним логици сна. Опсежни коауторски роман „Глуво доба“ (1940) представља заокрет од поезије ка фактографском сувопарном реализму. У послератним романима он напушта тај пут и враћа се својим надреалистичким искуствима. Три романа о судбини грађанског интелектуалца у револуцији, „Распуст“ (1954), „Мртве јавке“ (1957) и „Заслуге“ (1966), које је неко назвао београдском трилогијом, представљају, по речима аутора, „сведочанство о судару човека са апсурдом око себе и у себи“. Радња се одвија на два плана, у две временске равни, у садашњем времену, које обухвата ратна и поратна збивања, и у прошлости, од почетка овог века до рата. Два се плана међусобно преплићу. Драган Манојловић, јунак трилогије, враћајући се у детињство и младост да пронађе себе, покушава да из крхотина сећања сачини свој лик. Поступак којим је остварено то трагање за изгубљеним временом аутор назива „унутрашњим писањем“, „унутрашњим забелешкама“.
Последњи Вучов велики романсијерски подухват, трилогија, или роман у три дела, с насловима „Омаме“ (1973), „И тако, даље Омаме“ (1976) и „Омаме, крај“ (1980), необичан је спој поетског, аутобиографског и романескног. Од свих његових прозних остварења то дело је најмање роман, али оно, заузврат, има највише поезије и живота, и највише личног, својственог Вучу као ствараоцу.
После рата Вучо се посветио и филмској уметности и постао управник филмских предузећа Југославије (1947) и председник Комитета за кинематографију у југословенској влади. Осим тога био је и директор Звезда-филма и Авала-филма. Писао је доста филмских критика и сценарија, био је уредник “Борбе”, “Дела” и “Змаја”. За свој рад био је награђен Седмојулском наградом за животно дело, награду савеза књижевника (за роман „Распуст“) док му је роман „Мртве јавке“ био проглашен за најбољи роман године. Тадашњи председник СФР Југославије Јосип Броз Тито га је одликовао Орденом заслуга за народ са златном звездом. Године 1982. добио је награду “Алекса Шантић” за књигу „Песме и поеме“. До краја живота се бавио интелектуалним радом инспиришући и своју жену као и најмлађег брата Николу да се баве писањем. Био је велики пријатељ Иве Андрића и често су се могли видети како уз шетњу уживају у причи.

## Архива Александра Вуча
Његова архива је део Удружења за културу, уметност и међународну сарадњу „Адлигат”. У архиви се налази педесетак важних докумената, укључујући Вучове филмске критике и текстове, обрачуне ауторских хонорара, документацију са послова и функција које је обављао, оригиналне текстове, писма размењена са колегама писцима Густавом Крклецом, Тодором Манојловићем, Миодрагом Павловићем, Драшком Ређепом и другима.

## Дела

### Поезија
- Кров над прозором (поема)
- Неменикуће (1932)
- Ћирило и Методије (1932)
- Хумор Заспало (1930)
- Подвизи дружине „Пет петлића” (1933)
- Марија Ручара (1935)
- Мастодонти (1951)
- Алге (1968)
- Неповрат Хумора Заспалог (1978)
- Мој отац трамвај вози (1945)

### Проза
- Корен вида (1928)
- Ако се још једном сетим или начела (роман)
- Глуво доба (1940)
- Трилогија:
  - Распуст (1954)
  - Мртве јавке (1957)
  - Заслуге (1966)
- Трилогија:
  - Омаме (1973)
  - И тако, даље Омаме (1976)
  - Омаме, крај (1980)

## Сценариста
|         | Назив                   |
| ------- | ----------------------- |
| 1948    | Софка                   |
| 1950-te |                         |
| 1953    | Циганка                 |
| 1959    | Ветар је стао пред зору |

|      | Назив   |
| ---- | ------- |
| 1972 | Заслуге |

|      | Назив                         |
| ---- | ----------------------------- |
| 1982 | Подвизи дружине „Пет петлића” |